# یواس‌اس اسپیندریف (آی‌ایکس-۴۹)
یواس‌اس اسپیندریف (آی‌ایکس-۴۹) (به انگلیسی: USS Spindrift (IX-49)) یک کشتی است که طول آن ۵۴ فوت ۹ اینچ (۱۶٫۶۹ متر) می‌باشد. این کشتی در سال ۱۹۲۸ ساخته شد.